# 小野町駅
小野町駅（おのまちえき）は、兵庫県小野市下来住町（しもきしちょう）字中前にある、西日本旅客鉄道（JR西日本）加古川線の駅である。

## 歴史
- 1913年（大正2年）8月10日：播州鉄道 国包駅（現在の厄神駅） - 西脇駅間の開通と同時に開業[1][2][3]。旅客・貨物の取扱を開始[1]。
- 1923年（大正12年）12月21日：路線譲渡により播丹鉄道の駅となる[4]。
- 1943年（昭和18年）6月1日：播丹鉄道の国有化により鉄道省加古川線の駅となる[5]。
- 1962年（昭和37年）9月1日：貨物の取扱を廃止[1]。
- 1973年（昭和48年）10月1日：荷物の取り扱いを廃止[1]。
- 1986年（昭和61年）11月1日：無人駅化[6]。
- 1987年（昭和62年）4月1日：国鉄分割民営化により西日本旅客鉄道（JR西日本）の駅となる[1]。
- 1990年（平成2年）6月1日：加古川鉄道部発足により、その管轄となる。
- 2009年（平成21年）7月1日：加古川鉄道部廃止に伴い神戸支社直轄へ変更され、加古川駅の被管理駅となる[7]。
- 2016年（平成28年）3月26日：ICカード「ICOCA」の利用が可能となる[8]。ICカード専用簡易改札機で対応。

## 駅構造
西脇市方面に向かって右側に、単式1面1線のホームを持つ地上駅（停留所）になっている。以前は相対式2面2線だったが、片側は撤去された。棒線駅のため、西脇市方面行きと加古川方面行きが同一ホームに停車する。
電化に伴い小野市の予算で駅舎が建て替えられ、そば店兼物産販売の「ぷらっときすみの」が同居している。加古川駅管理の無人駅で、自動券売機が設置されている。

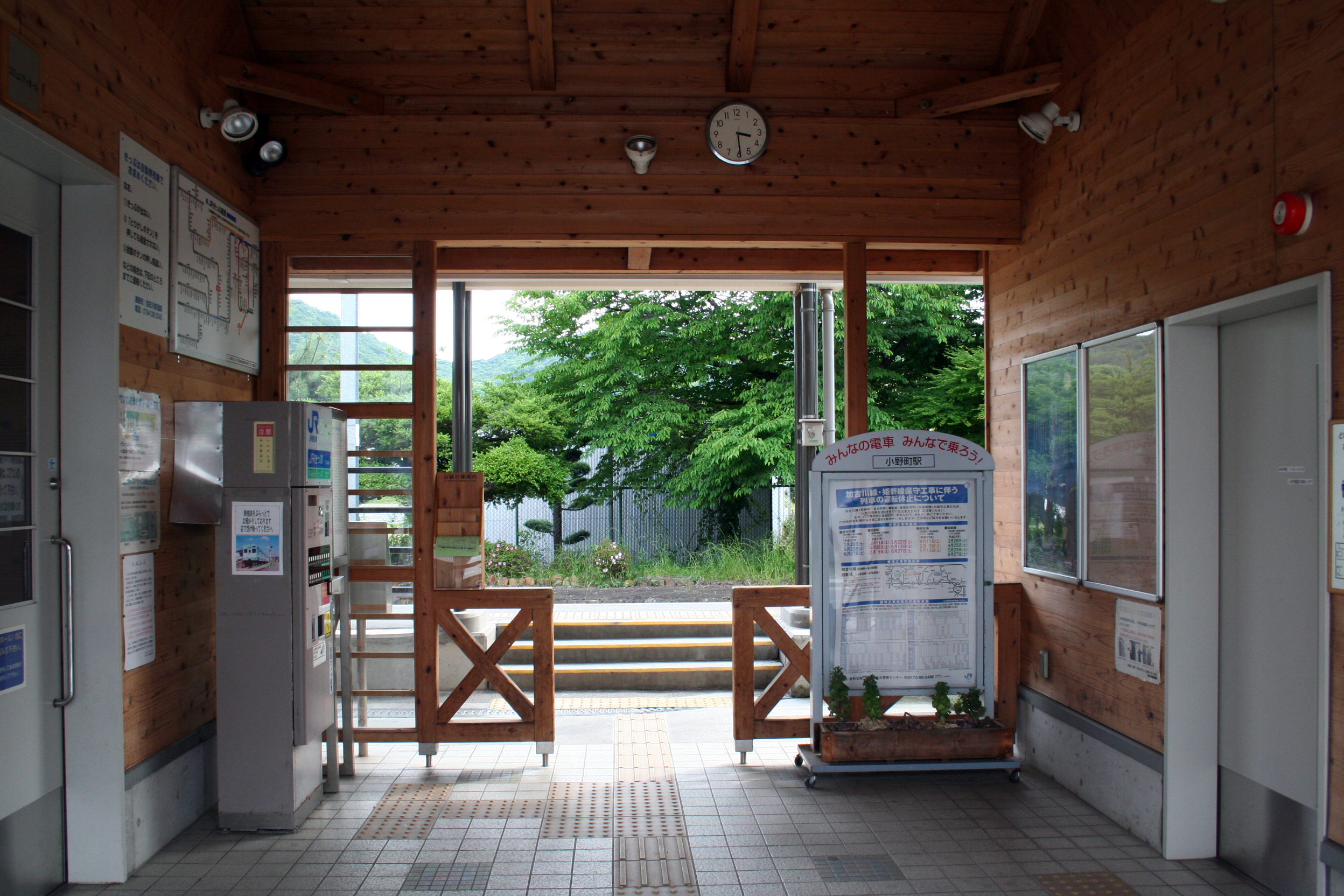
改札口（2009年5月）
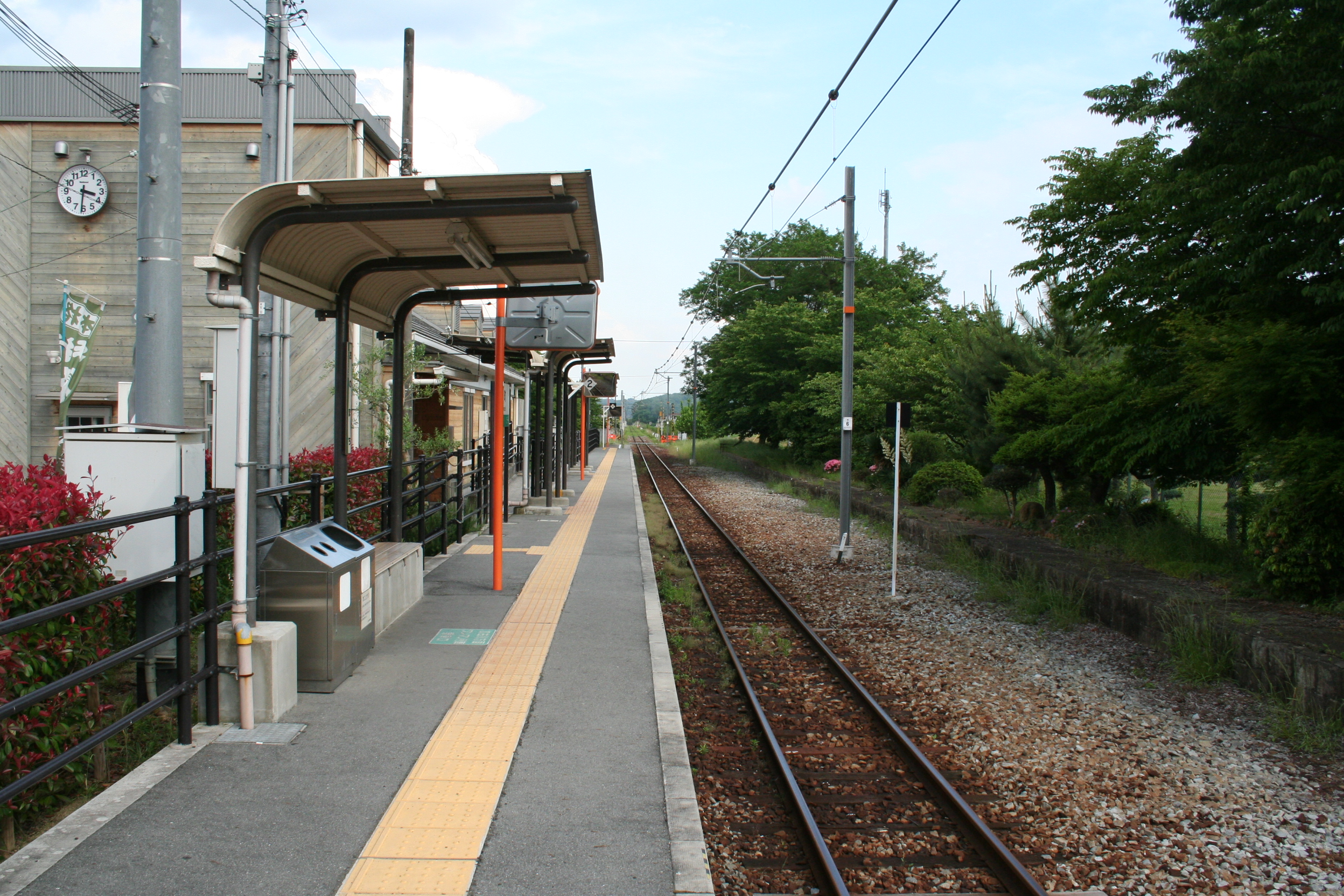
ホーム（2009年5月）

## 利用状況
「兵庫県統計書」によると、2023年（令和5年）度の1日平均乗車人員は376人である。これは加古川線の途中駅では第7位であった。
近年の1日平均乗車人員は以下の通り。
| 年度   | 1日平均 乗車人員 |
| ------ | ---------------- |
| 1997年 | 281              |
| 1998年 | 292              |
| 1999年 | 283              |
| 2000年 | 293              |
| 2001年 | 277              |
| 2002年 | 315              |
| 2003年 | 304              |
| 2004年 | 276              |
| 2005年 | 297              |
| 2006年 | 302              |
| 2007年 | 312              |
| 2008年 | 314              |
| 2009年 | 324              |
| 2010年 | 313              |
| 2011年 | 335              |
| 2012年 | 354              |
| 2013年 | 385              |
| 2014年 | 396              |
| 2015年 | 407              |
| 2016年 | 421              |
| 2017年 | 417              |
| 2018年 | 398              |
| 2019年 | 413              |
| 2020年 | 336              |
| 2021年 | 341              |
| 2022年 | 355              |
| 2023年 | 376              |

## 駅周辺
そろばんで有名な小野市の中心街とは、加古川をはさんで約2km離れている。
- 鍬渓温泉 きすみのの郷
- 山陽利器
- 小野市立来住小学校
- 小野来住郵便局

## 隣の駅
西日本旅客鉄道（JR西日本）
 加古川線
市場駅 - 小野町駅 - 粟生駅